# Florent Ghisolfi
Florent Ghisolfi (Aubagne, 28 febbraio 1985) è un dirigente sportivo, allenatore di calcio ed ex calciatore francese, di ruolo centrocampista.

## Carriera

### Calciatore
Come calciatore ha giocato principalmente in Ligue 2, riuscendo comunque a disputare 11 incontri in Ligue 1 con la maglia del Stade Reims tra il 2012 e il 2014.

### Dirigente
Dopo una breve carriera da allenatore, nel 2019 ha deciso d'intraprendere la carriera dirigenziale diventando direttore sportivo del Lens. Contribuisce alla promozione in Ligue 1 del club, ottenuta già al primo anno, e successivamente la squadra disputa delle buone stagioni in Ligue 1, anche grazie ai suoi acquisti.
Il 10 maggio 2022 annuncia il proprio addio al club giallorosso.
Rimane senza squadra sino al 5 ottobre 2022, giorno in cui viene annunciato il suo ingaggio come direttore sportivo da parte del Nizza. Con i rossoneri ottiene prima un nono posto e poi un quinto, consentendo così ai nizzardi di andare in Europa League.
Il 22 maggio 2024 viene annunciato come nuovo responsabile dell'area tecnica della Roma a partire dal 1º luglio 2024.. Lascerà il 18 giugno 2025 dopo una risoluzione consensuale con il club capitolino.

## Statistiche

### Presenze e reti nei club
Statistiche aggiornate al 9 febbraio 2025.
| Stagione           | Squadra            | Campionato         | Campionato | Campionato | Coppe nazionali | Coppe nazionali | Coppe nazionali | Coppe continentali | Coppe continentali | Coppe continentali | Altre coppe | Altre coppe | Altre coppe | Totale | Totale | Totale |
| Stagione           | Squadra            | Comp               | Pres       | Reti       | Comp            | Pres            | Reti            | Comp               | Pres               | Reti               | Comp        | Pres        | Reti        | Pres   | Reti   |        |
| ------------------ | ------------------ | ------------------ | ---------- | ---------- | --------------- | --------------- | --------------- | ------------------ | ------------------ | ------------------ | ----------- | ----------- | ----------- | ------ | ------ | ------ |
| 2005-2006          | Bastia             | L2                 | 13         | 1          | CF+CdL          | 5+1             | 1+0             | -                  | -                  | -                  | -           | -           | -           | 19     | 2      |        |
| 2006-2007          | Bastia             | L2                 | 14         | 1          | CF+CdL          | 1+0             | 0               | -                  | -                  | -                  | -           | -           | -           | 15     | 1      |        |
| 2007-2008          | Bastia             | L2                 | 21         | 0          | CF+CdL          | 3+1             | 0               | -                  | -                  | -                  | -           | -           | -           | 25     | 0      |        |
| 2008-2009          | Bastia             | L2                 | 22         | 0          | CF+CdL          | 1+1             | 0               | -                  | -                  | -                  | -           | -           | -           | 24     | 0      |        |
| 2009-2010          | Bastia             | L2                 | 24         | 0          | CF+CdL          | 1+1             | 0               | -                  | -                  | -                  | -           | -           | -           | 26     | 0      |        |
| Totale Bastia      | Totale Bastia      | Totale Bastia      | 94         | 2          |                 | 15              | 1               |                    | -                  | -                  |             | -           | -           | 109    | 3      |        |
| 2010-2011          | Stade Reims        | L2                 | 17         | 0          | CF+CdL          | 1+2             | 0               | -                  | -                  | -                  | -           | -           | -           | 20     | 0      |        |
| 2011-2012          | Stade Reims        | L2                 | 20         | 1          | CF+CdL          | 1+1             | 0               | -                  | -                  | -                  | -           | -           | -           | 22     | 1      |        |
| 2012-2013          | Stade Reims        | L1                 | 9          | 0          | CF+CdL          | 0+1             | 0               | -                  | -                  | -                  | -           | -           | -           | 10     | 0      |        |
| 2013-2014          | Stade Reims        | L1                 | 2          | 0          | CF+CdL          | 0+0             | 0               | -                  | -                  | -                  | -           | -           | -           | 2      | 0      |        |
| Totale Stade Reims | Totale Stade Reims | Totale Stade Reims | 48         | 1          |                 | 6               | 0               |                    | -                  | -                  |             | -           | -           | 54     | 1      |        |
| Totale carriera    | Totale carriera    | Totale carriera    | 142        | 3          |                 | 21              | 1               |                    | -                  | -                  |             | -           | -           | 163    | 4      |        |

### Calcio femminile
Statistiche aggiornate al 18 settembre 2024.
| Stagione        | Squadra         | Campionato      | Campionato | Campionato | Campionato | Campionato | Coppe nazionali | Coppe nazionali | Coppe nazionali | Coppe nazionali | Coppe nazionali | Coppe continentali | Coppe continentali | Coppe continentali | Coppe continentali | Coppe continentali | Altre coppe | Altre coppe | Altre coppe | Altre coppe | Altre coppe | Totale | Totale | Totale | Totale | % Vittorie | Piazzamento |
| Stagione        | Squadra         | Comp            | G          | V          | N          | P          | Comp            | G               | V               | N               | P               | Comp               | G                  | V                  | N                  | P                  | Comp        | G           | V           | N           | P           | G      | V      | N      | P      | %          | Piazzamento |
| --------------- | --------------- | --------------- | ---------- | ---------- | ---------- | ---------- | --------------- | --------------- | --------------- | --------------- | --------------- | ------------------ | ------------------ | ------------------ | ------------------ | ------------------ | ----------- | ----------- | ----------- | ----------- | ----------- | ------ | ------ | ------ | ------ | ---------- | ----------- |
| 2014-2015       | Stade Reims     | DH              | 14         | 14         | 0          | 0          | CF              | 1               | 0               | 0               | 1               | -                  | -                  | -                  | -                  | -                  | -           | -           | -           | -           | -           | 15     | 14     | 0      | 1      | 93,33      | 1º (prom.)  |
| 2015-2016       | Stade Reims     | D2              | 22         | 10         | 6          | 6          | CF              | 1               | 0               | 0               | 1               | -                  | -                  | -                  | -                  | -                  | -           | -           | -           | -           | -           | 23     | 10     | 6      | 7      | 43,48      | 5º          |
| Totale carriera | Totale carriera | Totale carriera | 36         | 24         | 6          | 6          |                 | 2               | 0               | 0               | 2               |                    | -                  | -                  | -                  | -                  |             | -           | -           | -           | -           | 38     | 24     | 6      | 8      | 63,16      |             |

## Palmarès

### Allenatore
- Division d'Honneur Champagne-Ardenne: 1

Stade Reims: 2014-2015